# 刘清扬

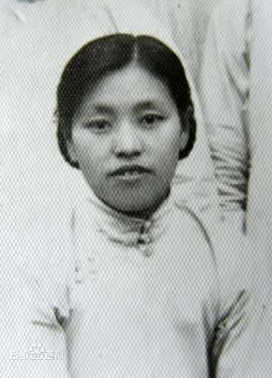
年轻时的刘清扬

刘清扬（1894年2月15日—1977年7月19日），女，回族，天津人，筆名"念吾"，中共早期活动家，1921年在巴黎入党，曾是张申府的夫人，和张申府一同介绍周恩来加入中国共产党。1927年脱党。抗日战争期间加入民盟。1948年与张申府离婚。1961年重新入党。1968年被逮捕入狱，1975年被释放。1977年病逝于北京葬於八寶山革命公墓。

## 生平

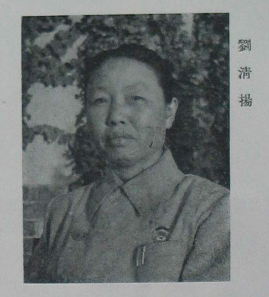
1949年的刘清扬

1894年2月15日（农历正月初九），出生于天津，是天津一個回教商人家庭的小女兒，有四個哥哥，兩個姐姐。1905年冬，入读严范孙创办的严氏女学，這時她已經積極參與愛國運動，為海軍擴建籌款等等。1909年，考入天津直隶第一女子师范学校，参加同盟会在天津的秘密组织天津共和会。刘清扬從女子师范毕业后，又回到该校担任老师；邓颖超也于1916年进入该校，后来与刘清扬共同从事社会活动。1914年，劉清揚曾在天津辦大同女子學校，但因財政不支僅維持了一年。1919年参与组织天津女界爱国同志会和觉悟社，也積極參與五四。至1920年冬，劉和張國燾代表學聯去東南亞向華僑籌款支持學運。
1920年11月与张申府等人同船赴法留学。1921年，她和張申府同居，並在他的介紹下加入中國共產黨，並参与组建旅法共产主义小组。1922年同張申府，周恩來轉至德國。1923年底取道莫斯科回國。1924年作為中共代表和彭述之一道參加莫斯科的共产国际第五次代表大会。
1926年3月参与组织北京三一八示威，后被通缉，与李大钊等人躲入苏联大使馆。1927年脫離中國共產黨。3月，时任中国国民党北京特别市党部妇女部长的刘清扬接到中央赴武汉，到武汉国民政府妇女部任职的调令，化妆离开苏联大使馆。职务由张挹兰接任。8月，離開武漢前往上海。1928年6月，帶著女兒劉方明返回天津。九一八事變後，亦宣傳抗日。1935年搬去清華與張申府同居。1937年，到武漢，重慶，擔任戰地兒童保育和婦女聯誼會理事。抗戰勝利後返回北平，參加民盟北方區委和北平支部的工作。1948年秋天，張申府因發表《呼籲和平》一文，公開承認國民政府的憲政，擁護蔣中正的戡亂政策，被民盟開除。12月16日，《人民日報》發表文章，「痛斥叛徒張申府的賣身投靠」，劉清揚也登報宣布跟他離婚。1949年留在北京參加新政協。
1961年重新加入中國共產黨。1968年2月至1975年5月被監禁。1977年在北京去世。